# Урош Предич
Урош Предич (на сръбски: Uroš Predić; роден на 7 декември 1857 г. в Орловат, починал на 11 февруари 1953 г. в Белград) е сърбски художник на реализма.

## Биография
Урош Предич завършва гимназия в Панчево (това училище по-късно носи неговото име). Завършил е Художествената академия във Виена през 1880 година, в класа на Христиан Грипенкерл – виден виенски художник, който имаше голямо влияние върху Предич. Най-известната му картина – „Косовска момиче“, посветена е на Косовска битка.

## Галерия
- „Косовска момиче“ (1919 г.)
- „Сирак“ (1888 г.)
- „Дъжд Додола“ (1892 г.)
- „Херцеговинските бежанци“ (1889 г.)